# Nachal El Al
Nachal El Al (hebrejsky: נחל אל על, arabsky: Vádí al-Šabab – dolní tok, anglicky: Nahal El Al) je nejjižnější z vádí, která protínají východozápadním směrem Golanské výšiny. Pramení v nejvýchodnější části Golanských výšin v místech, kde se silnice číslo 98 otáčí na křižovatce Orha k severu. Pak směřuje mělce zahloubeným korytem k jihozápadu a přijímá další přítoky. U obce Chispin naplňuje umělou vodní nádrž Magam Bnej Jisrael (מאגר בני ישראל), největší vodní plochu na Golanských výšinách, postavenou v letech 1980-84. Odtud pokračuje hluboce zaříznutým kaňonem směrem k západu, lomí se ještě krátce k severu a ústí do údolí Nachal Samach, které pak vede do Galilejského jezera. Na svém dolním toku, poblíž vesnic Eli-Ad a Avnej Ejtan, je kaňon Nachal El Al součástí Přírodní rezervace Eli Al (שמורת טבע אלי על) o ploše 2107 dunamů (2,107 kilometru čtverečních). Součástí této rezervace je takzvaný Bílý vodopád: ha-Mapal ha-Lavan (המפל הלבן) a Černý vodopád: ha-Mapal ha-Šachor (המפל השחור). Poblíž Bílého vodopádu se nacházejí ruiny vysídlené syrské vesnice.